# Programmatorische federale overheidsdienst
Een programmatorische federale overheidsdienst (POD) is de naam voor enkele Belgische overheidsdiensten die naar aanleiding van het Copernicusplan in 2001-2002 werden toegevoegd aan de federale overheidsdiensten (FOD). Beide organisaties vervingen de vroegere federale ministeries in België. Een POD verschilt van een FOD doordat ze werken rond belangrijke maatschappelijke thema’s die verscheidene andere federale overheidsdiensten kunnen doorkruisen. Hiervoor is departementsoverschrijdende samenwerking nodig. Een POD werd in principe opgericht voor de duurtijd van 1 legislatuur. Een daaropvolgende regering kan het voortbestaan van deze organisaties opnieuw bevestigen of afschaffen. De POD's hebben daarom in principe geen eigen personeel, maar een personeelsbudget dat door een moeder-FOD ter beschikking wordt gesteld voor de uitvoering van de opdracht. Een POD beschikt daarom doorgaans enkel over een werkingsbudget.

## Overzicht van de nog bestaande POD's
POD Maatschappelijke Integratie, Armoedebestrijding en Sociale EconomieDe POD Maatschappelijke Integratie, Armoedebestrijding en Sociale Economie overziet de uitvoering, evaluatie en opvolging van het beleid voor maatschappelijke integratie en armoedebestrijding. Een nauwe samenwerking met andere overheidsdiensten is hiervoor noodzakelijk, net als een permanente dialoog en samenwerking met alle beleidsniveaus en doelgroepen.  In 2007 werden de banden met de moeder-FOD doorgeknipt en kreeg de organisatie een eigen ICT-, Begrotings- en personeelsbeleid. Dit liet de POD toe om zonder naamswijziging verder door te groeien tot een middelgrote FOD.
POD WetenschapsbeleidDe POD Wetenschapsbeleid staat onder het gezag van de federale minister die bevoegd is voor het wetenschapsbeleid. Deze diensten staan o.a. in voor het opzetten en uitvoeren van onderzoeksprogramma's en informatienetwerken; het beheren van de Belgische medewerking aan Europese en internationale organisaties (Europese Ruimtevaartorganisatie, Europese Zuidelijke Sterrenwacht, European Synchrotron Radiation Facility); het coördineren en controleren van de federale wetenschappelijke instellingen.

## Overzicht van de afgeschafte POD's
Bij de copernicushervorming werden nog drie POD's voorzien: 
- Programmatorische Federale Overheidsdienst Activabeheer
- Programmatorische Federale Overheidsdienst Consumentenzaken
- Programmatorische Federale Overheidsdienst Telecommunicatie: opgericht bij KB van 25 februari 2002 en bij KB van 16 maart 2007 opgeheven en geïntegreerd in de FOD Economie, K.M.O., Middenstand en Energie

De Ministerraad van 4 december 2009 besliste om het bestaan van deze drie POD's op te heffen.
Op 3 maart 2014, De Programmatorische Federale Overheidsdienst Duurzame Ontwikkeling is omgevormd tot het Federaal Instituut voor Duurzame Ontwikkeling (FIDO). Dit instituut is opgericht bij de FOD Kanselarij van de Eerste Minister.